# Quintette à cordes no 1 K. 174
Le Quintette à cordes no 1 en si bémol majeur K. 174 est un quintette à cordes composé par Mozart en décembre 1773 à Salzbourg. Ce quintette est écrit pour deux violons, deux altos et une basse (partie le plus souvent jouée par un violoncelle).

## Mouvements
Ce quintette se compose de quatre mouvements :
1. Allegro moderato, en si bémol majeur, à , 2 sections jouées 2 fois (mesures 1 à 86, mesures 87 à 218), 218 mesures - partition
2. Adagio, en mi bémol majeur, à , 2 sections jouées 2 fois (mesures 1 à 23, mesures 24 à 82) ,+ coda 55 mesures, joué avec des sourdines - partition
3. Menuetto ma Allegro, en si bémol majeur, avec le trio en fa majeur, à 
, 29 + 50 mesures - partition
4. Allegro, en si bémol majeur, à 
, 2 sections jouées 2 fois (mesures 1 à 94, mesures 95 à 277) + coda 315 mesures - partition

- Durée de l'interprétation : environ 25 minutes.